# 43971 Gabzdyl
43971 Gabzdyl este un asteroid din centura principală, descoperit pe 8 aprilie 1997, de Miloš Tichý și Zdeněk Moravec.